# Consciència fonològica
La consciència fonològica és la sensibilitat i/o el coneixement explícit de l'estructura fonològica de les paraules en una llengua. Implica l'habilitat per notar, pensar o manipular els sons individuals en les paraules.
És un terme que s'ha “posat de moda” dins l'àmbit escolar en els darrers anys, però que ja es treballava des de fa temps. Segons els professionals del camp, treballar la consciencia fonològica té una influència molt significativa en el desenvolupament de les habilitats de la lectura i l'escriptura. Segons Enriqueta Garriga (2002-2003), la consciència fonològica és indicadora de l'èxit en l'aprenentatge de la lectoescriptura.
L'ésser humà té una dotació biològica que permet que la parla s'adquireixi com un procés natural, però aprendre a llegir requereix que els nens i les nenes siguin conscients de què els fonemes són petites parts de les paraules. L'objectiu és notar els fonemes, descobrir-los i trobar la possibilitat de separar-los. És una tasca difícil, ja que les persones no paren atenció als sons dels fonemes mentre parlen o escolten (processen els fonemes de manera automàtica i dirigeixen l'atenció al sentit i a l'entonació).

## Desenvolupament i ensenyament de la C.F.
L'habilitat de fer rimes és un dels primers signes que apareix sobre la sensibilitat per a l'estructura fonològica. L'infant para atenció per trobar dues paraules que rimin en comptes de centrar-se en el seu significat. A mesura que pren consciència dels fonemes de les paraules té la capacitat de valorar si les paraules comencen o terminen amb el mateix so.
El nivell més alt del desenvolupament s'aconsegueix quan els nens i nenes són capaços de pronunciar separadament els sons de les paraules polisil·làbiques o de diferenciar paraules com “disc” i “dics”. Per tant, es desenvolupa quan l'atenció se centra en els sons del llenguatge, més que en el significat. (Garriga, 2002-2003)
Les investigacions assenyalen que, sense un suport directe (ensenyament), aproximadament, el 25% dels alumnes de primer de cicle inicial de classe mitjana (i encara un percentatge més alt d'aquells que provenen de contextos pobres en llenguatge escrit) no tenen CF. (Garriga, 2002-2003)
L'ensenyament de la CF ha d'englobar un seguit d'activitats tant d'anàlisi com de síntesis i adaptar-les a la canalla. Com per exemple, en el cas d'activitats d'anàlisi: fer jocs demanant que diguin paraules que comencin amb el mateix so que la paraula “cadira” o preguntar-los per quin so comença la paraula “pare”. I en el cas d'activitats de síntesi: pronunciar el sons dels fonemes d'una paraula i demanar als nens que diguin la paraula. Cal tenir present que aquest ensenyament-aprenentatge ha de ser divertit per a la canalla, ja que requereix molta atenció per part dels nens.

## Importància de la C.F.
La consciència fonològica és cabdal per entendre com s'expressen per escrit les paraules d'una llengua.
Algunes de les raons de la importància de la CF són:
a) Ajuda als nens i nenes a entendre com es representen per escrit les paraules de la seva parla.
b) Ajuda als nenes i nenes que les lletres d'una paraula escrita correspon als sons. Aquesta habilitat té dos beneficis potencials per aprendre a llegir: reforça el coneixement de la correspondència individual lletra-so i reforça la memorització de la paraula global.
c) Ajuda al desenvolupament de comprensió lectora alhora que adquireix una bona competència lingüística, bona capacitat de raonament i interès per la lectura.

## Avaluació de la C.F.
La consciència fonològica ajuda a preveure un correcte aprenentatge de la lectura i l'escriptura. És un indicador de prevenció de les dificultats lectores. Per tant, és necessari conèixer de quin punt parteixen els infants per establir propostes de millora i controlar regularment, el progrés dels nens i nenes.